# さくら心中
『さくら心中』（さくらしんじゅう）は、東海テレビ・共同テレビの制作により、2011年1月5日から4月8日までフジテレビ系列で平日（月-金）の13:30 - 14:00に放送されていた昼ドラである。平均視聴率5.6%（ビデオリサーチ調べ、関東地区・世帯・リアルタイム）。

## 概要
昭和後期から平成の近代までの飛騨高山（岐阜県高山市）を舞台に、桜の木の下で運命的に出会った男女の純愛を、過激なベッドシーンや愛憎劇を交えて描く壮大なラブストーリー。物語は時代で大まかに区切られており、昭和50年から55年までの第1部（第1 - 31話）と、平成元年から7年までの第2部（第31話終盤 - 第52話）、平成8年以降（第53話中盤 - 第63話）で構成されている。キャッチコピーは「震えて、揺れて、乱れて、悶える。」
東海テレビが得意としている「ドロドロ愛憎劇」「サスペンス」の要素を取り入れ、更にはジェットコースターの様に急展開する恋愛劇であり、本枠で『真珠夫人』『牡丹と薔薇』などを手がけた中島丈博が『非婚同盟』（2009年1月 - 4月放送）以来2年ぶりに脚本を担当する。日本と韓国で活躍する笛木優子は本作が日本の連続ドラマ初主演となる。ナレーションは宗形勝役の松田賢二が担当している。
第49話から第53話までが放送される予定であった3月14日から18日までは11日に発生した東日本大震災関連のFNN報道特別番組またはFNNスピークの枠拡大のため、全国で放送休止となり、翌週から1週遅れで放送された。終了予定も4月1日から4月8日に変更された。さらに、4月8日の最終回は、前日深夜に起きた地震の影響で停電となったため東北地方の一部（岩手、宮城など）で見られない地域があった。それに伴い、宮城県(仙台放送)では、4月16日 1:10-1:40（15日深夜） に、岩手県(岩手めんこいテレビ)では、4月16日 16:55-17:25 にそれぞれ再放送された。
第47話で登場した日本酒の『桜衛』は、ロケ協力をした二木酒造から限定発売された。

## ストーリー

### 第1部
昭和34年の春、桜の木をこよなく愛する造り酒屋「いさみ酒造」当主の宗形郁造は、長男の勝とともに兵庫県の田舎町の古寺にある千年桜を見に行き、そこで出会った幼い桜子を引き取った。
時は流れ昭和50年、飛騨・高山で郁造の一人娘として美しく成長した桜子と、『いさみ酒造』に蔵人として入ってきた高梨比呂人は千年桜の下で運命的な出会いをし、恋に落ちる。比呂人は幼い頃秀ふじに養育され、高校卒業後は伏見の酒蔵で働いていた。秀ふじが本当の母親だと思っていたため、後に引き取られた実母に馴染めずいじめられて育った。勝は比呂人と桜子が千年桜の下でキスをしているのを目撃、嫉妬のあまり比呂人を力任せに殴りつける。明治時代から続く『いさみ酒造』だが、郁造が桜子と出会った寺から千年桜を移植させるために財産を注ぎ込んでからは経営が傾き始め、近年は櫛山唯幸が経営する高利貸しの融資に頼らざるを得ない状態になった。唯幸は、桜子に付きまとった息子の雄一が勝に殴られたこともあり、融資の融通を利かせる条件として、雄一と桜子を結婚させようとする。ところが、郁造が愛人関係にあった桜子の実母・秀ふじと心中を図って亡くなったのを境に、桜子をとりまく環境が激変する。  
唯幸に酒蔵の経営権を宗形家から奪わないことを条件として、雄一との結婚を決心した桜子は、郁造から実の兄だと聞かされていた比呂人と結ばれた。数ヵ月後、結婚式の前日につわりが始まり妊娠がわかる。その夜、勝は桜子を抱こうとしたが、桜子から比呂人の子を妊娠したと告げられる。結婚式当夜、勝は理不尽な桜子の結婚の鬱憤を晴らす様に沙也香と酔った勢いで関係を持つ。雄一は桜子の妊娠を知らぬまま一切夫婦生活を断られる。しかし、産婦人科医が『美容室タチバナ』に来たことで桜子の妊娠が明らかになる。他の男の子供を妊娠している事を知った雄一は激怒。数ヵ月後、勝と沙也香は結婚。2次会の席で雄一は酔って桜子への鬱憤をぶちまける。11月、再び『いさみ酒造』で新酒の仕込みが始まるが、比呂人はいなかった。同じ頃、桜子が産気付き、女児・さくらを出産。しかし唯幸はさくらの父親が雄一でないと見抜いていた。桜子から「世界一愛した人の子」を妊娠したと言われた雄一は『いさみ酒造』で勝に再び怒りをぶつけるが、勝は桜子を守るため「自分がさくらの父親、桜子と愛し合っている」と沙也香やまりえの前で言い放つ。さくらは宗形家で育てられる事になった。
唯幸は愛人・由佳子に協力させ、勝とさくらの血液鑑定を行い、さくらが桜子と勝の子ではない事が発覚。桜子は秀ふじと勝から、比呂人と兄妹だという話は、郁造の嘘だったと知らされ、実の兄の子を産んでしまったという罪悪感から解放される。だが、事実を知った沙也香は「勝さんの子供だと思って、育てていたのに!騙された!!」と激怒し実家に戻る。沙也香は怒り任せに『美容室タチバナ』に怒鳴り込み、さくらは勝の子ではない事を暴露し、勝には電話で離婚を宣言する。真実を知った唯幸は激怒。「子供に罪は無い」とさくらをかばう雄一の懇願を無視し、由佳子にさくらを略奪させ、貧農の押川家へ養女に出す。毎日泣き暮らす桜子を見かねた雄一は桜子を押川家に連れてゆくが環は取り合わない。しかし陸雄の計らいで週に1度だけ密かにさくらと会える事に。これがきっかけで桜子は雄一に体を許し、桜子は櫛山家の嫁として平穏な暮らしをしていた。
3年後、環に桜子とさくらの秘密の面会が知られてしまい、面会できなくなる。沙也香は「いさみ酒造」の酒を注文した男が比呂人だと悟る。雄一は沙也香から「比呂人が高山に戻ってきた」と聞かされ不安になる。3年ぶりに実家で比呂人と再会した桜子は浮かれ、気もそぞろとなり、仕事で大きなミスをしてしまう。嫉妬する雄一から暴力を振るわれたのをきっかけに、比呂人とさくらの3人で生きてゆくことを決意。しかし環がさくらを手離さず、二人は心中を決意。二人が関係している最中、唯幸が部屋に乱入し桜子を櫛山家に巧みに戻すが、桜子は隙を見て家を出る。桜子がいなくなり、櫛山家では大騒ぎに。桜子は比呂人と服毒、心中する。勝が発見し、桜子は病院に運ばれて生き残ったが、比呂人は死亡とされた。
6月、退院した桜子は櫛山家には戻らず『ふじ川』を手伝う。店は心中の生き残り美人母娘の店として週刊誌の取材がやって来るほど繁盛する。共に桜子を憎む沙也香と雄一は愛人関係になり、雄一と沙也香は桜子との離婚を唯幸に願うが唯幸は聞き入れない。その頃、環は旅役者・富太夫を家に連れ込み、養子たちを育児放棄していた。勝と桜子が押川家に行くとさくらの姿はなく、一足先に唯幸が環に大金を渡し、桜子を家に呼び戻すためにさくらを連れ戻していた。さくらが恋しい桜子は、秀ふじが止めるのも耳を貸さず櫛山家へ戻る。密かに桜子を狙う唯幸はほくそ笑み、健は再び桜子と暮らせる事に大喜び。頑なな桜子も好きではないが、きつい性格の沙也香を嫌う真紀枝は「沙也香と別れて、桜子とやり直せ」と雄一を窘めるが雄一は聞く耳を持たないばかりか、沙也香を家へ連れ込み関係をもつ。父の行為に怒った健は沙也香の衣服を屋根に投げ捨てる。再び『美容室タチバナ』で美容師として店に出た桜子は、雄一の客から絶賛される。会計をしていた雄一は憮然としていた。
11月、唯幸は酒の仕込みが始まった『いさみ酒造』に、健の社会科の宿題「親の仕事」のため「いくらなんでも貸金業はまずいだろう」と健とさくらを連れてくる。勝は唯幸から「今年から大吟醸を1タンクだけ作ってもいい」と言われ、勝は感謝する。翌年4月、雄一の子を妊娠した沙也香は櫛山家に同居していた。雄一の妻の座を狙う沙也香に「唯幸と桜子ができている」と嘘を吹き込まれた真紀枝は桜子を叩き、その事で唯幸と口論となり、はずみで階段から転落し意識不明になる。『美容室タチバナ』は桜子が取り仕切ることになり、若い客が増え繁盛する。健は陸男に「友情のしるし」と高価な寛永通宝を手渡すが、陸雄は貧乏を見下されたと思い仲違いする。唯幸は郁造のように桜子を養女にし、愛を育もうと桜子に迫るが、桜子は勝やさくらのために酒蔵と財産を残そうと唯幸の後妻になる決意をしていた。この話を秀ふじから聞き、いたたまれぬ勝は比呂人についての真実を秀ふじに話し、勝が見つけた時に比呂人は心中に使った農薬を殆ど吐き出したが、救急車に乗らず行方不明になった事実を明かす。

### 第2部
そして9年の月日が流れる。長い間植物状態だった真紀枝が事故の翌年に死亡すると、桜子は雄一と正式に離婚し唯幸と再婚。桜子は『美容室タチバナ』の社長として店を繁盛させ、さくらは奇妙な家族関係に悩みながらも明るい中学生に成長し、健は東京の大学に通っていた。唯幸は桜子との夫婦仲も睦まじく、さくらをかわいがり幸せな日々を送っていた。雄一は沙也香と再々婚し、わがままに育った娘・睦美とともに、相変わらず櫛山家の2階で暮らしていた。『いさみ酒造』では、勝に拾われた陸雄が働いていた。ある日、桜子は美容室に来ていたトミから「朝市で比呂人に会った」と聞くが「あの人は仏様になったんです」と取り繕うが動揺する。その頃、さくらは櫻山八幡宮の境内で比呂人と偶然知り合う。高倉明美が比呂人を連れて『ふじ川』にやって来た。生死不明だった比呂人が生きていたことに秀ふじは驚くが、比呂人は記憶を失っており全く動じない。明美は10年前から比呂人と暮らしており、記憶を取り戻す手がかりを探していた。秀ふじは「比呂人の記憶を思い出させたら、2人は再び愛し合って、あなたは不幸になる」と記憶を取り戻させることに反対するが、明美は比呂人の記憶を取り戻すべく調査する。明美は赤かぶ屋で沙也香から桜子との心中事件を聞かされると美容室に行き、桜子に挑戦的な態度を取る。その頃、健と陸雄は比呂人に出会い、さくらは二人から櫻山八幡宮で出会った男が自分の父親だと教えられる。さくらはハンカチを貸した際に泣き出した比呂人から何かを感じていた。明美は古いアパートを借り、比呂人と高山でしばらく暮らすことに。明美は沙也香に教えられた『櫛山商事』で唯幸から売春コンパニオンの仕事を紹介してもらう。さくらは健の計画どおりに桜子と比呂人を引き合わすが、比呂人はまるで初対面のような様子である。比呂人は桜子に言われたとおり酒蔵裏の千年桜を見る。桜の幹に触れるとさまざまな記憶が蘇って来る。
さくらは記憶が戻った比呂人を「お父さん」と呼び、比呂人の腕の中で泣く。さくらが嬉しそうに「お父さんの記憶が戻ったんよ」と桜子に報告していると、健からこの事は唯幸には秘密にするよう注意される。比呂人は勝に記憶喪失のふりをして『いさみ酒造』で働かせて欲しいと言う。桜子は比呂人の記憶が戻っていないのか不安になる。桜子は明美から比呂人の記憶を戻してくれと依頼され、二人で会うが比呂人の様子は変わらない。その頃、櫛山家では唯幸が陸雄を援助し上京させることが健の説得で決定、壮行会を開くことに。唯幸は沙也香と睦美から比呂人が高山に戻ったことを初めて知る。さくらは比呂人を陸雄の壮行会へ誘う。比呂人はさくらに「母さんの幸せを考えて、記憶喪失のふりを続けている」と話す。帰宅した明美はさくらが持参した桜子手作りのおはぎを嫉妬の余り踏みつける。壮行会の最中、さくらは「お父さんとお母さんが夫婦でないのはおかしい」と怒りだし席を立つ。唯幸は9年前の心中直前の桜子と比呂人の密会を目撃した事を話し出し、比呂人が記憶喪失のふりをしていることを見破る。2日後『ふじ川』に勝とさくらが訪れ、さくらは秀ふじに「大人になったら、あんな家出て行きたい」とこぼす。千年桜の下で桜子は比呂人に「もう記憶喪失のふりはしないで!」と9年分の思いをぶちまける。2人は固く抱擁する。
唯幸は明美に比呂人の記憶が戻ったと知らせ、明美は嫉妬の炎を燃やす。東京では陸雄が健のマンションで同居を開始した。陸雄が桜子と比呂人の心中事件をモチーフに小説を書こうとしている事を知った健は「面白おかしく書くな」と釘を刺す。陸雄が使う部屋は健の恋人・涼子が使っていた部屋で、陸雄は部屋からもれてくる二人のあえぎ声に悶々としていた。その頃、桜子は千年桜の下で比呂人から9年前、心中失敗後に自殺を図り、吊り橋から木曽川へ飛びこんで記憶を無くした話を聞かされた。『ふじ川』に唯幸が現れ「桜子と比呂人の仲立ちをしたら、承知せんぞ」と勝と秀ふじを恫喝。酒蔵の屋根裏小屋では桜子と比呂人は9年分の空白を埋めるかのように求め合っていた。
明美が桜子への古いラブレターを比呂人につきつけると「桜子以外、他の誰をも愛した事はない」と断言する比呂人。明美は売春してまで比呂人を養っていた事実も明かし怒り狂い、比呂人に熱湯が入ったカップ麺を襟首から入れる。明美は唯幸に相談し、3日後に比呂人と明美の結婚式を行うことに。明美は桜子に仲人と着付けをお願いする。唯幸からも仲人を断るということは比呂人との関係が復活したと認めることだと言い寄られる。秀ふじの助言で、桜子は比呂人とさくらと家を出るつもりでいたが、約束の場所に比呂人は来ず、二人は唯幸の手下に捕まる。比呂人は唯幸の手下に監禁、暴行されていた。翌日、高山市長や市内の大勢が招待された結婚披露宴が始まり、明美と殴られ続けボロボロの比呂人がチンピラに支えられ披露宴会場に入場する。唯幸のスピーチの時に比呂人は「誰が結婚するか!」と叫び会場を飛び出す。その勢いで明美のかつらが取れ、会場は大爆笑。まりえは酒蔵の土間で倒れていた比呂人を介抱していた。そこへ桜子が現れ、比呂人に「ありがとう」と言う。その頃、赤かぶ屋では明美、唯幸、雄一夫妻が酒を呑み、明美は復讐を誓っていた。翌日、明美は美容室に現れ、桜子に難癖をつけて店をハンマーで滅茶苦茶に。明美はさくらに人形をプレゼントするが、首が胴体から切り離されていた。唯幸は比呂人に「どうせ桜子と会おうとするなら目の届くところに飼っておいた方がマシじゃ」と恫喝。さくらはまりえと勝の許可をもらい酒蔵で比呂人と一緒に暮らすことに。さくらと桜子は喜び抱き合うが突然、天井の窓ガラスが落下。比呂人が二人を庇い、怪我はなかったが桜子たちは怯える。
荷物を取りにアパートへ戻った比呂人は、明美に「最後に自分の誕生日を一緒に祝って欲しい」とせがまれる。比呂人はケーキを口の中に入れるが痛みを覚え中身を吐き出す。ケーキには明美のジュエリーや二人の写真、使用済みのコンドームまで混ぜられていた。比呂人は「二度と俺のそばに近づくな」と言い放つ。桜子も唯幸に離婚を宣言。唯幸は「比呂人もここで一緒に暮らせばいい」と桜子に懇願するが、桜子の意思が固い事を悟ると押し倒し乱暴しようとするが、桜子は家を飛び出し酒蔵に駆け込み、桜子は比呂人に抱きつき2人は屋根裏小屋で激しく求めあう。桜子を追い屋根裏小屋にやって来た唯幸は、激しく睦み合う2人を目撃。興奮して脳梗塞を起こし2階から転落し即死する。東京では健が陸雄の小説を酷評、涼子が陸雄が童貞であることをバカにし、健と陸雄は喧嘩になる。その時、健は雄一からの電話で唯幸の死去を知る。唯幸の遺言では桜子が美容室と酒蔵の経営者、健が金融業の経営者、雄一は唯幸名義の預金を折半という遺産分配に不満を持つ。葬儀に明美が現れ、唯幸の死後も桜子たちへの復讐は続けると宣言。勝と秀ふじは明美に手切れ金500万円と「今後は比呂人・桜子・さくらに会わない」などと書かれた誓約書を書かせようとするが明美は拒絶。その後明美は姿を消す。
唯幸の死後、桜子と比呂人は以前のような激しい愛情関係は消えていた。健は金融業を継ぐため早めに大学履修を終わらせる事に。11月になり酒蔵は勝がすべて統括していた。さくらは美容院の常連の佐伯夫人と東京へ遊びに行く事が決まる。明美は常連客になった雄一からさくらの上京を聞き、奥飛騨温泉の料亭に誘拐・監禁する。芸者になった豊子(豊香)が異変に気づき、家に連絡をするが沙也香は電話を取り継がない。明美はさくらを自分の常連客・井伏にさくらを抱かせようとする。そこへ桜子たちが到着し事なきを得るが、数ヶ月経過してもさくらの心の傷は癒えず自殺未遂を起こす。平成3年正月、健と陸雄が帰省。健は高山に残り櫛山商事の実務に就くことに。さくらは二人にお酌をしようとした時、恐怖の光景が浮かび上がる。陸雄は豊子から事の顛末を聞き胸を痛める。春になり、比呂人が作った新酒が完成。『桜衛』と名づけられる。比呂人は勝から杜氏に腕前を認められ、杜氏になる。勝と秀ふじはこっそり準備し、新酒発表会に比呂人と桜子の結婚式が行われる。そこへ拘置所から保釈された明美が現れ、桜子のドレスにガソリンをかけライターと包丁で脅す。止めにかかった比呂人は腕を刺される。明美は桜子を庇った比呂人の心臓を一突きすると、自らも首の頚動脈を切り千年桜の下に倒れる。
明美と比呂人の死から6年後、陸雄が東京から戻って来ることに。健はすっかり金融業が板につき、さくらは時々事務を手伝っていた。雄一一家は健が用意したマンションに転居。勝は桜子にプロポーズするが断られる。まりえは「あの桜の木が度重なる不幸の原因」と千年桜の伐採を勝に命じる。さくらも伐採に賛成し桜子はショックを受ける。伐採が始まるが、樹に刃が立たず勝が負傷、桜子は倒れ、植木職人は千年桜から転落し大怪我を追い、伐採は中止になる。桜子は勝の手当てをしながら、千年桜の不思議な力を改めて実感する。陸雄はさくらと豊子をつれ古川町へ出かけ、数年振りに環と再会。美しく成長したさくらに環は感嘆する。陸雄は環から健が豊子のパトロンだと知らされ驚く。さくらは陸雄の愛情を弄ぶようになり、陸雄の目の前で健からのキスを陸雄に見せ付ける。陸雄はさくらと豊子を自分から奪い、自分にも高慢な態度で接する健に腹を立て櫛山家を出ようとする。さくらは二人が自分を奪い合って仲違いしたと勘違い。赤かぶ屋で仲直りし、小説内容で盛り上がる二人に相手にされず、気を引こうとヤクザの呉矢と一緒に店を出る。さくらは呉矢を怒らせホテルに連れ込まれたところへ健と陸雄が助けに入る。桜子はさくらの行動に悩み、さくらは自己嫌悪に陥る。ある日、亡くなった比呂人そっくりな男がパーマをかけに美容室に来るが、男性客はやっていないと断られる。

### 第3部
翌春、勝は桜子にアプローチするが桜子は返事を濁す。雄一と沙也香が青山の美容室で働いていた宅間堂一を美容院で雇ってくれと連れてくる。堂一は昨年美容室にやってきた比呂人そっくりな容貌の男だった。さくらは喜ぶが桜子は採用を断った。しかしさくらに懇願され堂一を雇うことに。さくらは堂一に一目ぼれし、デートをする。堂一が桜子の髪を愛おしそうに切る姿を見たさくらは嫉妬と憎悪から、自分の髪をめちゃくちゃに切ってしまう。千年桜の木の下で、桜子と堂一は吸い込まれるようにキスを交わす。堂一に髪の毛を綺麗に直してもらったさくらはキスを迫り、堂一は困惑する。勝と桜子からさくらを好きになって欲しいと告げられるが、桜子に想いを寄せている堂一は桜子に愛を告白。二人のキスを見たさくらは『ふじ川』で桜子への不満を爆発。秀ふじは「親子の伝統」と言い放つ。桜子に「好きなら諦めないで」と言われたさくらは振袖を切り刻んだはずみで桜子の腕に怪我を負わせる。健と陸雄は堂一に「今後さくらに一切接近しない」という同意書を書かせる。桜子を抱きたいと告白する堂一に、桜子は決意。だが桜子はさくらを同伴し待ち合わせの千年桜にやって来る。堂一は二人から比呂人の無理心中事件を聞かされる。三人は一緒にホテルへ行き、桜子は体を張って堂一にさくらを愛し、抱かせるようにし部屋を出る。さくらはみじめさで一杯に。堂一は桜子への思い、さくらに対する庇護欲から「これからはさくらを愛する」と桜子に宣言。薔薇の花束を持ってさくらを訪れる堂一を見た陸雄は、さくらが同意書を破り捨てた事を堂一から聞く。
さくらは堂一とホテルへ行くが、乱暴された時の恐怖の記憶が戻ってしまう。そんなさくらを慰めた陸雄は「セックスがなくても愛は証明できる」とプロポーズし、さくらは受け入れる。翌朝、堂一が姿を消し、桜子と勝は幻を見たのだろうと語り合う。さくらの突然の結婚に桜子たちは驚く。6月、さくらと陸雄の結婚式が行われる。会場でさくらと堂一の関係を大声でしつこく問う沙也香に環が一喝する。健はしつこく陸雄夫婦に肉体関係の有無を問う。セックスなしの新婚生活はやはり陸雄には辛い日々であった。10月になり、陸雄が書いたセックスレスの夫婦が心中する小説『リッキー』が雑誌に掲載された。それを読んだ健は二人がまだ体の関係がないと悟り、さくらをレイプする。その頃千年桜が狂い咲きし、突然桜子が倒れ、病床につく。
健はその後もさくらを誘い密会を続ける。陸雄は沙也香から二人が密会しているという噂を聞く。事実を知った陸雄は健に激怒し、さくらに襲いかかろうとする。さくらも心から陸雄を愛することは変わらず追い詰められる。陸雄とさくらは心中を決意。千年桜の枝に首を吊ろうとするが、枝が折れ、失敗。桜子は容態が悪化し入院。陸雄の小説『リッキー』が梓川賞を受賞し、健やさくらと喜びを分かち合う。健の子供を妊娠した豊香は健とともに、授賞式のために東京に行く陸雄とさくらを見送った。4月になるが千年桜は咲かず、桜子の容態が急変。勝に「病気が治ったら結婚しよう」と約束するが、花の咲かぬ千年桜を見ながら息を引き取った。『いさみ酒造』では桜子の告別式が執り行われ、桜子の棺には比呂人の手帳が添えられ、たくさんの桜の花で埋め尽くされた。千年桜の根本からは新芽が2つ出ていた。

## 出演

### 主人公
宗形（櫛山）桜子（むなかた〔くしやま〕 さくらこ）
演 - 笛木優子（3歳期：井上琳水、9歳期：大出菜々子）
19 - 24歳（第1部）→33歳 - （第2部）→41歳（第3部）。本作の主人公。『いさみ酒造』の一人娘として何不自由なく育つが、兵庫にある慈慧寺の住職と秀ふじの娘である。慈慧寺の千年桜の下に捨てられていたのを住職が「桜子」と命名し育てていたが、3歳の時に千年桜を見に慈慧寺を訪れた郁造が養女として宗形家に迎え入れた。19歳の時に出会った比呂人と20歳の春に結ばれ、比呂人の子を妊娠したまま雄一と結婚。雄一に指一本触れさせないまま、娘・さくらを出産。結婚前から夜間の美容学校に通い、結婚後は『タチバナ美容室』で美容師として働いている。比呂人との恋が始まった頃に、郁造から比呂人とは異母兄妹だと告げられ苦しんだが、勝と秀ふじから兄妹ではないと告げられる。3年後、比呂人と再会し、さくらを連れて駆け落ちしようとするが、失敗し絶望感から比呂人と心中するが一人生き残った。勝やさくらの為に櫛山家の財産と「いさみ酒造」の酒蔵を取り返すべく、真紀枝の死後は唯幸の後妻となる。しかし、桜子の前に死んだはずの比呂人が出現し、さくらの手引きで再会。二人は再び愛し合うように。唯幸の死後は、美容室・酒蔵・唯幸の預金半額を遺産として手に入れる。紆余曲折を経て再び比呂人と結ばれるはずだったが、明美に比呂人を殺害されてしまう。その後、勝から何度か求婚されるが断っている。比呂人そっくりの堂一が出現し、好意を寄せられるが、女心・母心・比呂人への想いで葛藤。さくらのために、堂一に「さくらを愛して欲しい」と懇願する。さくらと陸雄の結婚を祝福し見守っていたが、千年桜が狂い咲きした10月に突然病に倒れ、病床につく。勝のアプローチに「病気が治ったら結婚しよう」と応えるが、4月に容体が急変。花の咲いていない千年桜を見ながら息を引き取った。比呂人から貰った手帳を肌身離さず大事に持っており、一緒に埋葬された。

### いさみ酒造
高梨比呂人（たかなし ひろと）
演 - 徳山秀典（ - 第48話、55話）
25 - 29歳（第1部）→39歳 - 41歳（第2部）。慈慧寺があった村の出身。妻を亡くした農家の男によって慈慧寺に預けられ、5、6歳まで秀ふじに育てられた。千年桜を追い、高山の宗形家の裏庭で桜に見入っている時に桜子と出会う。秋に『いさみ酒造』の蔵人として再会し二人は結ばれる。翌春『いさみ酒造』を去り伏見の酒蔵へ。3年後に桜子と再会。桜子が結婚後、自身の娘になるさくらを出産したことを知る。桜子とさくらを連れて駆け落ちできなかった事を悔いて桜子と心中するも勝に発見され、農薬をほとんど吐き出し、桜子との死を望みながら姿を消す。その後、吊り橋から木曽川に転落自殺を図るが記憶喪失に。10年後、記憶を取り戻すべく明美と再び高山に。千年桜に触れ記憶を取り戻すが、桜子の幸せを考え、さくら以外の前では記憶喪失のふりをしていたが、唯幸に見破られる。桜子と再び愛し合うようになるが、強引に明美と結婚させられそうになり、式場を逃げ出し明美と決別。明美に思い出の品が入った「愛の歴史ケーキ」を振舞われる。『いさみ酒造』で新酒『桜衛』を作り杜氏になる。『桜衛』の新酒発表会当日、会場に乱入した明美から桜子を守り、刺殺される。
押川陸雄（おしかわ りくお）
演 - 小川光樹（第19 - 30話）、佐野和真（第32話 - ）
10 - 14歳（第1部）→23歳 - （第2部）→29歳（第3部）。3歳の時に押川家の養子となり、さくらの面倒を豊子と見ている。環にばれるまでの3年間、うどん屋で桜子とさくらを引き合わせていた。比呂人に貰ったこづかいで買った本を通じて健と親しくなる。入院中の桜子を健とさくらを連れて見舞い、勇気づける。健と二人でさくらを守る親衛隊になろうと誓い合う。高価な健の宝物を友情のしるしとして差し出された事でプライドが傷つき仲違いする。高校卒業後に働いていた土建屋が潰れたため、勝に拾われて『いさみ酒造』で働きながら、小説家を目指し同人誌を出版している。9年後に再会したさくらに「覚えていない」と言われショックを受ける。後に、唯幸の援助で上京。健の部屋で同居する事になったが、別室から健と涼子の喘ぎ声が聞こえ悶々とする。桜子と比呂人の心中事件をモチーフに小説を書こうと考えている。本を1冊出版したが、6年後高山に戻り、櫛山家で健と共同生活をするが健の傲慢な態度と豊子のパトロンに健がなった事に腹を立てる。さくらの思わせぶりな行動に振り回され困惑する。健と共に、呉矢に襲われたさくらを救出する。堂一に片思いするさくらを心配し、後にさくらと肉体関係なしの結婚をする。肉体関係無しの生活、健・さくらの不倫で苦しみ、さくらと心中するも失敗。自分とさくらの夫婦生活をモチーフにした小説『リッキー』が梓川賞を受賞する。
平岡（ひらおか）
演 - 藤田秀世
「いさみ酒造」の杜氏。唯幸の経営方針変更で大吟醸酒を作らなくなるまで、毎年11月に『いさみ酒造』へやって来ていた。
深浦（ふかうら） / 種村（たねむら） / 良太（りょうた） / 平山菊一（ひらやま きくいち）
演 - 大門賢二 / 中川智明 / 竹内友哉 / 三澤康平
「いさみ酒造」の蔵人。唯幸の経営方針変更で大吟醸酒を作らなくなるまで、毎年11月に『いさみ酒造』へやって来ていた。
杜氏 / 蔵人
演 - 平尾仁 / 長部努、青木通重
唯幸の経営方針変更後、毎年11月に『いさみ酒造』にやって来る。
杜氏
演 - 春延朋也
勝が社長になってからの杜氏。比呂人の蔵人としての腕を認め、杜氏に推薦する。
蔵人
演 - 立石亮、永井慎一、せとうちかい、三遊亭歌橘
勝が社長になってからの蔵人。
銀一（ぎんいち）
演 - 中野英樹
『いさみ酒造』の従業員。
トミ
演 - 今井あずさ
『いさみ酒造』の賄い婦。秀ふじと桜子が掲載された週刊誌をまりえに見せて勝に叱られる。美容室で桜子に「あんたが心中しようとした比呂人を見かけた」と伝える。
たか子（たかこ） / 賄い婦
演 - 児玉絹世 / 桑田亜紀（第54話 - ）
『いさみ酒造』の賄い婦。
外村由佳子（とむら ゆかこ）
演 - 西慶子（ - 第19話）
元「タチバナ美容院」の美容師、唯幸の愛人。八重の密告で、唯幸との関係が真紀枝にバレ、『タチバナ美容院』をクビになり、唯幸の口添えにより『いさみ酒造』で経理として働くことに。美容師の資格はあるものの、経理（簿記）の資格はない。意地っ張りな性格であり、禁煙である酒蔵内で喫煙するなど、勝に注意される事が多くモラル面の悪い部分が多い。唯幸に自分の美容院を持ちたいと再三希望するも、のらりくらりとかわされ、唯幸の指示で勝の血液を採取するために無理矢理キスして襲ったり、まりえが目を離した隙にさくらを誘拐した。

### 宗形家
宗形勝（むなかた まさる）
演 - 松田賢二（11歳：宮城孔明、17歳：松田賢二）
27 - 32歳（第1部）→41歳 - （第2部）→49歳（第3部）。郁造の長男、桜子の義兄。桜子へ妹以上の愛情を感じ、ひとり苦悩する。しかし、桜子は勝に対して恋愛感情は無く、兄妹としての親愛感情で見ているだけである。勝本人の知らない所で桜子・勝の結婚話が破談になっていたり、雄一や比呂人の出現で嫉妬に苦しんだり、桜子と比呂人に駆け落ちを勧めたり、さくらの父親役を買って出たり、桜子・比呂人の密会を唯幸・沙也香から守ったり、桜子・比呂人の心中を発見して救護したり、明美に手切れ金を渡して解決を試みたり、さくら誘拐事件の解決に協力したり、さくら自殺未遂で病院に付き添ったり、桜子・比呂人のサプライズ結婚式を企画したり、など、妹に尽くすが報われない。桜子にまとわりつく雄一を殴った事が郁造の借金のカタに雄一と桜子の縁談が持ち上がる原因となる。唯幸が『いさみ酒造』社長に就任すると、常務となる。沙也香との結婚が既成事実化していく事に悩みながらも結婚するが、さくらの出生の秘密が原因で沙也香と離婚。その後も桜子を妹として女性として愛してゆく事が周囲の混乱を招いたが、年を重ねるごとに秀ふじと共に、桜子・比呂人・さくらを見守り助けるようになった。唯幸の死後、酒蔵の経営権を桜子が相続し、社長に就任。比呂人の死後何度か桜子にアプローチし、病床の桜子に「病気が治ったら結婚しよう」と言われるも、叶わず終わった。
宗形郁造（むなかた いくぞう）
演 - 村井国夫（特別出演、 - 第9話）
59 - 60歳。『いさみ酒造』当主、勝の実父、桜子の養父。秀ふじとは愛人関係にある。桜をこよなく愛し、全国の名木を訪ね歩いていたが、ダム計画で村が沈むことを知り、財産を投じて慈慧寺の千年桜を「いさみ酒造」の裏庭に移植させた。桜子を実の子のように育ててきたが、比呂人と恋に落ち、女性らしく成長する桜子を目のあたりにし、桜子への歪んだ愛情を爆発させ「桜子と比呂人は本当の兄妹」と口走る。その後、桜子に雄一との結婚を勧め、秀ふじと心中し亡くなる。
宗形まりえ（むなかた まりえ）
演 - かとうかず子
57 - 62歳（第1部）→71歳 - （第2部）→77歳（第3部）。郁造の妻。勝の実母、桜子の養母。家事は桜子と賄い婦任せ。郁造と勝の桜子への愛に気づいており困惑している。郁造が起こした心中事件がきっかけで桜子へ辛くあたるようになる。沙也香の事は非常に気に入っていたが出て行ってしまい、宗形家の不幸はすべて桜子のせいだと思っている。勝が唯幸の圧力で苦しみながらも酒蔵を必死に守っている最中も、他人ごとのように暢気に趣味の俳句に夢中になっている。心中が続く千年桜を不気味に思い、勝に伐採を命じる。その後、認知症が始まり、勝と桜子が結婚し孫が生まれたと思い込んでいる。さくらと陸雄の心中失敗を見て笑う。桜子の葬儀の際は勝と桜子の結婚式が始まると勘違いして喜ぶ。

### 櫛山家
櫛山雄一（くしやま ゆういち）
演 - 大熊啓誉
32 - 37歳（第1部）→46歳 - （第2部）→54歳（第3部）。真紀枝と唯幸の長男。『美容院タチバナ』の美容師。離婚歴があり前妻の子・健がいる。郁造の借金のカタとして憧れていた桜子と再婚。再婚後一度も関係を持てず苛立っていたが、自分以外の男の子供を桜子が妊娠した事を知り激怒（両親の前では桜子と一度も関係がないことが知られるのを恥じ、自分の子だと嘘をつく）。さくらの父親は勝だと思い込んだが、桜子と比呂人の子だと知り少し安堵。唯幸には桜子との結婚前からずっと見下され続け、桜子の尻に敷かれていると揶揄される。密かにさくらと面会する事を許した事がきっかけで、ようやく桜子と結ばれるが、3年後に比呂人が高山に戻った事を知り桜子の浮気を疑う。桜子が心中に失敗すると、沙也香と愛人関係になり、離婚を切り出すが唯幸に反対される。沙也香が妊娠すると自宅で一緒に生活する。桜子と離婚後、沙也香と再々婚。娘・睦美をもうける。桜子と比呂人の不倫再炎に興味津々。唯幸の死後、明美の常連客に。後に美容院の経営から手を引き、健が用意した本町のマンションに一家で転居する。堂一を美容室で採用しろと桜子に迫り、沙也香と共に堂一たちの三角関係を面白がる。
櫛山真紀枝（くしやま まきえ）
演 - 大島蓉子（ - 第30話）
55 - 61歳。唯幸の妻、雄一の母、健の祖母。『美容院タチバナ』のマダム。一人息子の雄一を溺愛している。勝気で気が強い性格。桜子が嫁いで間もなく、唯幸の愛人・由佳子を店から叩き出す。嫁いだ後も頑なな姿勢の桜子を嫌う。唯幸が桜子に甘いことを不満に思っており、唯幸の桜子への思いに薄々感づいている。性格がきつい出戻りの沙也香のことも桜子以上に憎悪して嫌っている。腰や股関節を患い立ち仕事が辛くなってきた為、桜子が店に出る事を喜ぶが、唯幸と桜子が男女の仲になっていると沙也香に吹き込まれ、唯幸と言い争っている最中に階段から転落し意識不明になり、翌年亡くなる。
櫛山唯幸（くしやま ただゆき）
演 - 神保悟志( - 第43話)
60 - 65歳（第1部）→74歳 - 75歳（第2部）。金融業『櫛山商事』社長、『いさみ酒造』社長、『美容院タチバナ』も経営。真紀枝の夫、雄一の父、健の祖父。美容院で働く女性たちに片っ端から手を付け、由佳子と愛人関係にある。郁造が残した莫大な借金のカタに桜子と雄一との縁談を迫るが、本当の狙いは女性として興味があった桜子を側に置くことであった。桜子が生んださくらの父親が雄一ではないことを見抜き、密かに血液鑑定をし、桜子に追及する。短気な性格であり、勝の弱みを握りながら圧力を掛けていく。心中前の桜子と比呂人の濡れ場を偶然見てからは、桜子への執着が以前より強くなる。真紀枝が死亡すると桜子を後妻に迎える。性格がきつい沙也香を嫌っており、孫の睦美も邪険にしている。桜子とさくらと幸せに暮らしていたが、比呂人が高山に戻って来た事を知り再び桜子と比呂人が愛し合う事を恐れる。明美と共謀し結婚式を強行するが失敗に終わる。比呂人・桜子・さくらの3人と一緒に暮らそうと桜子に懇願するが拒否される。9年前同様に屋根裏小屋で愛し合う2人を目撃して興奮。脳梗塞を起こし床下に転落死する。
櫛山健（くしやま けん）
演 - 大澤志遠（第9 - 31話）、真山明大（第31話 - ）
7 - 12歳（第1部）→21歳 - （第2部）→27歳（第3部）。雄一と前妻との子。人見知りが激しく、父の再婚相手である桜子になかなか懐かなかったが、桜子の料理がキッカケで心を開くようになる。好きな食べ物はハンバーグとかき卵で、ニンジンやピーマンが苦手。苦手科目は算数。さくらを実の妹のように大事にしている。さくらを連れ出そうとした際、「フランダースの犬」の本を借りたことから陸雄と親しくなる。桜子と比呂人の心中を「フランダースの犬」のネロとパトラッシュに例える。雄一が連れ込んだ愛人・沙也香の衣服を屋根に投げ捨て、軽蔑して嫌う。陸雄に宝物の高価な寛永通宝を無理に渡そうとして仲違いする。大学で経済を学び、美大に通う恋人・涼子の影響でステンドグラスに夢中になるが、ひねくれた性格に。成人後も自宅2階に住む雄一一家を軽蔑している。唯幸の遺言どおり櫛山商事を継ぎ、今では豊子(豊香)のパトロンになっている。『桜衛』の新酒発表会当日、明美に出刃包丁で切られた傷跡が額に残っている。陸雄と共に、堂一へ片思いするさくらの行動を心配する。さくらの結婚後、二人に肉体関係がないと悟るとさくらを強引に抱き、愛人関係に。後に、豊香が妊娠し、結婚。
櫛山（押川）さくら（くしやま〔おしかわ〕 さくら）
演 - 篠川桃音（第20 - 31話）、林丹丹（第31話 - ）
0 - 4歳（第1部）→13歳 - （第2部）→20歳（第3部）。桜子と比呂人の娘。「桜に縁がある子だから」と勝が命名。桜子と勝の娘とされ、生まれてすぐに桜子から引き裂かれ、勝夫妻に育てられるが、唯幸の指示で由佳子にさらわれ、押川家に里子に出された。陸雄を実の兄のように慕っている。3歳の時、唯幸が桜子を家に呼び戻す切り札として櫛山家に戻される。9年後、心優しい中学生に成長したが、奇妙な家族環境をひそかに悩み、大人になったら櫛山家を出たいと思っている。母・桜子と唯幸の年齢差に戸惑い、恥だと思っている。比呂人が実の父と分かると唯幸を「金貸し爺さん」と呼び、嫌う。明美に首が切れた人形をプレゼントされ恐怖におののく。『いさみ酒造』の一室で比呂人と暮らせる事になり喜ぶ。冬休みに上京する際、明美に誘拐・監禁され、井伏に乱暴されそうになったトラウマから男性恐怖症となる。数ヵ月後、睦美に乱暴されたことが噂になっていると言われて自殺未遂。『桜衛』の新酒発表会当日に明美が比呂人を刺殺するのを目撃したため恋愛や異性に対し憎悪するようになり、陸雄と健を弄ぼうとするなど歪んだ性格に。陸雄と健の気を引こうとして呉矢をからかい、ホテルに連れ込まれ、陸雄と健に救出される。比呂人そっくりな堂一に一目惚れするが、堂一が桜子に好意を寄せていることを知り、激しく嫉妬し、自分の髪の毛をめちゃくちゃに切ったり、桜子の部屋を荒らしたり過激な行動に出る。その後、堂一に好意を向けられるようになり喜ぶ。堂一とホテルに向かうが、乱暴された恐怖の光景を思い出し、堂一を拒絶して逃げてしまう。肉体関係ぬきの約束で陸雄と結婚したが、健に抱かれてから不倫関係に。心は陸雄を愛しているのに、体は健を求めてしまうことに悩み、心中を決意。陸雄と心中するも失敗。健と豊香が結婚することで穏やかな生活を取り戻す。梓川賞受賞で上京する陸雄を見送る。
栗本（宗形、櫛山）沙也香（くりもと〔むなかた、くしやま〕 さやか）
演 - 須藤温子
19 - 24歳（第1部）→33歳 - （第2部）→41歳（第3部）。『カラオケスナック赤かぶや』のマスターの娘。幼い頃から桜子とは親友同士であった。計算高く、きつい性格。桜子と雄一の結婚式当夜、好きでもない相手と結婚した桜子への不満をぶちまける勝と関係を持ち、桜子からの応援もあり、積極的にアプローチして結婚。蔵人たちの部屋を清掃中に桜子に宛てた比呂人の手紙を偶然発見。結婚後も桜子への愛を平然と語る勝に困惑しつつもさくらを養育していたが、さくらが勝の子でないことを知り、裏切られた気持ちから勝や桜子への態度を豹変、実家に戻り勝と離婚。その後は店を手伝っていたが、比呂人と心中を図った桜子を憎む雄一に近づいて雄一の愛人となり、櫛山家に上がり込むようになる。そして妊娠が分かったのを機に、櫛山家で雄一と同居を始めたが、唯幸夫婦からは冷たく邪険にあしらわれる。真紀枝の死後、桜子と離婚した雄一と正式に再婚し、睦美を出産。明美に桜子と対決するようけしかける。さくらをめぐる陸雄と健の三角関係や堂一と桜子親娘の三角関係を楽しむ。
櫛山睦美（くしやま むつみ）
演 - 尾崎千瑛（第32話 - 第49話）
9歳 - 。沙也香と雄一の娘。母・沙也香にそっくりな地味な容姿。実の祖父であるが唯幸から邪険に扱われ、腹違いの兄・健からも軽蔑され卑屈になっており、身勝手でわがままな性格である。さくらを「心中の生き残りの娘」と見下しており、それに怒ったさくらから大怪我を負わされる。留守中勝手にさくらの部屋に入っては、CDなどを持ち出ししている。母・沙也香とともに唯幸に比呂人が高山に居ることを吹き込み、健に殴られる。学校へ行こうとしていたさくらに「乱暴されたと学校で噂になっている」と意地悪く言う。
中尾（なかお）
演 - 倉橋悦子
真紀枝がいた頃の櫛山家の家政婦。

### タチバナ美容院
八重（やえ）
演 - 建みさと
真紀枝が社長時代の『タチバナ美容院』の美容師。
節子（せつこ）
演 - 平塚奈菜
真紀枝が社長時代の『タチバナ美容院』の見習い美容師。由佳子がクビになってからは美容師になる。
美容師
演 - 高橋ゆうこ、菅原由美、香西南里、安田亜矢、三島由紀子
桜子が社長になってからの『タチバナ美容室』の美容師。
宅間堂一（たくま どういち）
演 - 徳山秀典（2役、第53話 - 第59話）
30歳。雄一が『タチバナ美容院』で採用しろと連れてきた美容師。比呂人にそっくりな容貌。カナダのヘアサロンで働いた経験があり、その後も東京の一流ヘアサロンで働いていたカリスマ美容師。『いさみ酒造』の蔵人部屋に下宿する。さくらに一方的に想いを寄せられ困惑するが、桜子に惹かれ愛を告白する。勝からはさくらと交際しろと言われ、健と陸雄からは「さくらに近づかない」と誓約書を書かされるが、さくらと桜子から体当たりで説得され、さくらを愛するように。さくらにセックスを拒否されると翌日に姿を消した。

### カラオケスナック赤かぶや（栗本家）
沙也香の父
演 - 中嶋義広
『カラオケスナック赤かぶや』のマスター。沙也香に勝との縁談が持ち上がった際、勝が挨拶に来ない事に不満を抱く。
沙也香の母
演 - 小林幸恵
『カラオケスナック赤かぶや』のママ。

### 押川家
押川環（おしかわ たまき）
演 - 木ノ葉のこ（第19 - 27話、第49・50・60話）
古川町の貧しい農家。昼間から酒を呑む生活をしている。金銭にがめつく怒りっぽく、養子たちに四六時中暴言を吐き手をあげるので、影で陸雄から「鬼ババ」と呼ばれている。唯幸に頼まれさくらの里親となり、面会に来た桜子を追い返す。3年後、旅役者の富太夫に夢中になり、家に連れ込み養子の養育を放棄する一方、陸雄たちに父親と呼ばせる。唯幸から大金を貰いさくらを手放す。数年振りにさくらと再会。美しく成長したさくらの姿を喜ぶ。陸雄に健と豊子の関係を話す。陸雄とさくらの結婚式でさくらをからかう沙也香に一喝する。
押川源次郎（おしかわ げんじろう）
演 - 原金太郎（第19・23・60話）
環の兄。近所にある押川家本家に住んでいる。陸雄とさくらの結婚式では妻と媒酌人になった。
押川（櫛山）豊子（おしかわ〔くしやま〕 とよこ）/豊香（とよか）
演 - 村崎真彩（第19 - 29話）、小野真弓（第36話 - ）
12 - 15歳（第1部）→25歳 - （第2部）→31歳（第3部）。押川家の養女。さくらの面倒を陸雄と見ている。家に上がりこんだ富太夫から嫌そうに踊りを教わっていた。高校進学を願っていたが、中学を卒業すると金沢の芸者屋に修行に出された。9年後、奥飛騨温泉の旅館『ほな美』で芸者をし、作家志望の陸雄に金銭的援助をしていた。明美に誘拐されたさくらを救出しようとし、警察に通報する。それ以来、さくらに懐かれている。その後、健がパトロンになり、肉体関係を結び、金銭的援助を受けるように。その後、健の子を妊娠し、結婚する。
東山富太夫（ひがしやま とみだゆう）
演 - 妃咲繚（第27・28話）
旅一座の女形役者。夢中になった環が押川家に連れ込む。普段は穏やかな性格だが、すぐに泣き出すさくらをいじめたり、気に入らないことがあると陸雄や健にも手を上げる。器量の良い豊子に踊りを教える。

### その他
秀ふじ（ひでふじ）
演 - いしのようこ
42 - 47歳（第1部）→56歳 - （第2部）→61歳（第3部）。奥飛騨温泉の料亭『瑞郷』の芸者。桜子の実母で篠笛の名手。かつては慈慧寺の住職と同棲し、寺に預けられた比呂人を我が子のように育てていたが、住職への腹いせに慈慧寺の千年桜の下に桜子を捨てる。桜子が9歳の時にひと目姿を見るために「いさみ酒造」を訪れ、その後郁造と愛人関係になる。桜子に歪んだ愛情を抱く郁造と桜子の身代わりに心中を図るが、一命をとりとめる。それ以降は座敷に出ず、影笛でしのいでいたが、芸者を辞め、朝日町で小料理店『ふじ川』を開き、皆の相談相手をしている。明美に手切れ金を渡して解決を試みたり、サプライズ結婚式を企画したりと、勝と共に、桜子・比呂人・さくらを見守り助けている。芸者を辞めた後も源氏名の秀ふじで呼ばれていたため、本名は本編中で触れられていない。
駒吉（こまきち）
演 - 平田まり
奥飛騨温泉の料亭『瑞郷』の芸者。秀ふじの後輩。その後は旅館『ほな美』で女将をしている。
芸者
演 - 中澤美扇
奥飛騨温泉の料亭『瑞郷』の芸者。　
芸者
演 - 松尾あさ子
奥飛騨温泉の旅館『ほな美』の芸者。
桐谷（きりたに）
演 - 安田洋子（第37話）
唯幸に紹介された明美をコンパニオンに採用する。
住職
演 - 佐藤B作（友情出演、第1話）
兵庫県の村にあった慈慧寺の住職。桜子の実父。かつては秀ふじと愛人関係にあり、寺で一緒に暮らしていた。千年桜の下に捨てられていた赤ん坊に「桜子」と命名し、育てていた。
溝淵哲也（みぞぶち てつや）
演 - 菊池健一郎（第26話）
フリーライター。講学館の週刊誌『週刊真実』で「全国噂の店 飲み歩き」を担当し、心中で生き残った母娘が働く店があるという評判を聞き、『ふじ川』で桜子と秀ふじを取材する。
高倉明美（たかくら あけみ）
演 - 中澤裕子（第33話 - 第48話）
34歳 - 37歳。元看護婦。勤務先の病院に警察から精神科へと移送された比呂人に出会い、岐阜市内でホームレス生活をしていた比呂人と再会してから一緒に暮らしている。比呂人の記憶を戻す手がかりを探すため、二人で高山にやってきた。秀ふじに反対されるが、沙也香に桜子と会って対決するよう焚きつけられる。唯幸の紹介で観光客相手の売春コンパニオンになるが、比呂人には秘密にしている。嫉妬深く気性の激しい女性で、さくらが持って来た桜子手作りのおはぎを踏みつける。唯幸から比呂人の記憶が戻ったと聞かされ、比呂人を問い詰めた際「桜子以外他の誰をも愛したことはない」と言われ二人への嫉妬と憎しみを募らせる。唯幸と共謀して比呂人との結婚式を強行するが、比呂人に拒絶され失敗してからはタチバナ美容室で暴れたり、さくらに首が切れた人形をプレゼントしたり、さくらを誘拐したりと、更に常軌を逸した報復行動に出るようになる。過去に比呂人の子を妊娠、中絶に失敗し子宮を全摘出している。「愛の歴史ケーキ」を比呂人に食べさせ決別宣言される。勝と秀ふじの用意した手切れ金を拒絶する。さくらを誘拐監禁した際に警察に逮捕。保釈当日、桜子と比呂人の挙式に乱入しそのまま比呂人と千年桜の下で無理心中を図り死亡。
鮫島涼子(さめじま　りょうこ)
演 - 桂亜沙美（第39・43・52・53話）
健の恋人。美術大学でステンドグラスを学んでいた。上京した陸雄が使う部屋を使い、健と半同棲していた。初対面の陸雄を「イモっぽい」と馬鹿にする。陸雄が童貞であることを「女も知らないで小説が書けると思うの」と馬鹿にする。健が高山に戻って6年後、突然高山にやって来るが健と男女の仲になっている豊子に嫉妬する。
結婚式場従業員
演 - 髙木薫（第40話）
唯幸が手配したグレイシスホテルの従業員。比呂人を連れた明美が披露宴を申し込む。
唯幸の手下
演 - 森永竜矢、岡野友信、鈴木誠克、竹岡真悟（第41・42話）
明美と比呂人の結婚式を挙げるため、比呂人を監禁・暴行し、披露宴会場に引き連れてくる。
健の仲間
演 - 堀口奈津美、星野あかり（第43話）
健が乱交パーティをしようとして連れてきた仲間。
井伏(いぶせ)
演 - 不破万作（第45・46話）
明美の常連客。明美が誘拐・監禁したさくらを無理やり抱こうとするが、豊香の通報で警察に逮捕される。
植木職人
演 - 浦田キンタ（第49話）
宗形家の千年桜を伐採しに来るが、木から転落し大怪我をする。
呉矢（ごや）
演 - RIKIYA（第51・52話）
関西から流れてきたヤクザ。『カラオケスナック赤かぶ屋』で沙也香から紹介され、さくらがバカにした態度を取ると怒り出し拳銃で脅し、ラブホテルに連れ込む。健からおわび料300万円をもらう。
美容院の客
演 - 原千果子（第54話）
宅間が初めて『タチバナ美容院』で担当した客。
仲居
演 - 今野由佳、久野弥生、濱田准（第60話）
奥飛騨温泉の旅館『ほな美』の仲居。
事務員
演 - 野中希（第61・62話）
櫛山金融の事務員、職場ではムスっとしている。沙也香に健とさくらが昼休みに密会していると知らせた。
その他
- クロキプロ
- グレイシス･アクターズスクール
- ミライ・アクターズ・プロモーション
- Cool × Japan

ほか

## スタッフ
- 企画：西本淳一（東海テレビ）
- 脚本：中島丈博
- 音楽：森英治
- 主題歌：徳永英明「春の雪」（ユニバーサルシグマ）
- 音楽プロデュース：S.E.N.S. Company
- 美容監修：山野美容専門学校
- ロケ協力：高山市のみなさん
- 撮影協力：三ノ町倶楽部、櫻山八幡宮、小山町フィルムコミッション、八王子ホテルニューグランド、二木酒造株式会社、ひだホテルプラザ　ほか
- 美術協力：高山グリーンホテル、飛騨物産館、東京チャーム、おたからや、PULISHIRA、株式会社岡本商會、株式会社飛騨三味、SHOEI、株式会社さくらプロダクション、フォンテーヌ、なな色マジック/あさぎり夕、(株)マスダ、飛騨さしこ、株式会社民の謡、横浜元町ミハマ、山田かつら　ほか
- 衣装協力：株式会社シロタコーポレーション、ジオン商事、伊万里、くるくる　ほか
- 協力:バスク、KHKアート、国際放映、ブルーフラッグ、ベイシス
- 広報：胡桃千春（東海テレビ）、佐藤奈奈（東海テレビ）
- 演出：星田良子（第1 - 10話、第21 - 25話、第31 - 35話、第41 - 48話、第56 - 最終話）、皆川智之（第11 - 20話、第26 - 30話、第36 - 40話）、植田泰史（第49 - 55話）
- プロデューサー：服部宣之（東海テレビ）、後藤勝利（共同テレビ）
- 制作：東海テレビ、共同テレビ